# بيرت دالي
بيرت دالي (بالإنجليزية: Bert Daly)‏ هو لاعب كرة قاعدة أمريكي، ولد في 8 أبريل 1881 في بايون (نيوجيرسي) في الولايات المتحدة، وتوفي بنفس المكان في 3 سبتمبر 1952.

## وصلات خارجية
- بيرت دالي على موقعبيزبول رفرنس.كوم (الدوري الرئيسي) (الإنجليزية)
- بيرت دالي على موقعبيزبول رفرنس.كوم (الدوري الثانوي) (الإنجليزية)